# Anton Andrejewitsch Iwanow
Anton Andrejewitsch Iwanow (russisch Антон Андреевич Иванов; * 4. Januarjul. / 16. Januar 1815greg.; † 21. Junijul. / 3. Juli 1848greg.) war ein russischer Bildhauer.

## Leben

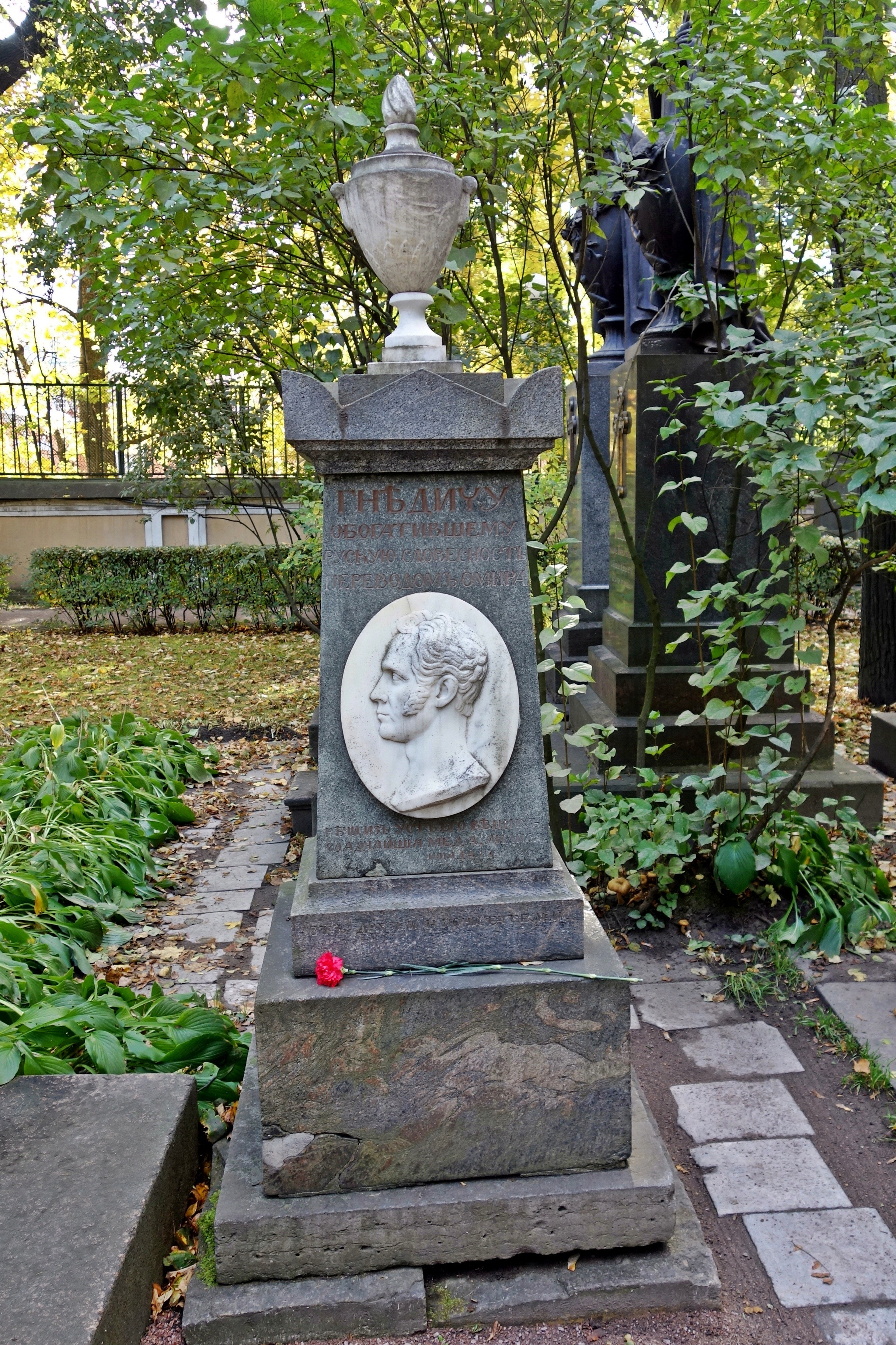
Nikolai Gneditschs Grabmal, Tichwiner Friedhof, St. Petersburg

Iwanow, Sohn eines Kommissionärs 12. Klasse, wurde 1824 in St. Petersburg in die Kaiserliche Akademie der Künste (IACh) aufgenommen. 1831 wurde er dem Maler Alexander Warnek zugewiesen. Dann kam er zum Bildhauer Samuil Friedrich Halberg. 1835 erhielt Iwanow für das Basrelief des dem Volke predigenden Johannes des Täufers die Kleine Goldmedaille. 1836 schloss er das Studium als Künstler 14. Klasse ab. 1839 erhielt er für die Statue des Gorodki-spielenden Jungen die Große Goldmedaille, die mit einem Auslandsreisestipendium der IACh verbunden war. Beide Werke befinden sich im Museum der IACh. Für Nikolai Gneditschs Grabmal hatte Iwanow Gneditschs Porträt-Basrelief geschaffen.
1841 wurde Iwanow als Stipendiat der IACh nach Rom geschickt. Dort schuf er zwei Gips-Basreliefs für die Hauskirche der IACh, eine Statue für die Kirche im Schuwalowski-Park in St. Petersburger, eine Marmor-Büste des IACh-Präsidenten Alexander Schischkow für die IACh und insbesondere zwei Marmor-Statuen, die von der Kaiserlichen Eremitage erworben wurden.
Bei seiner Rückkehr nach St. Petersburg wurde Iwanow 1846 von der IACh zum Akademiker ernannt. Als einer der besten russischen Bildhauer dieser Zeit wurde er eingeladen, sich zusammen mit Nikolai Ramasanow und Alexander Loganowski an der skulpturellen Ausgestaltung der Moskauer Christ-Erlöser-Kathedrale zu beteiligen. Der Schwerpunkt seiner Arbeit waren Hautreliefs für die Außenwände.

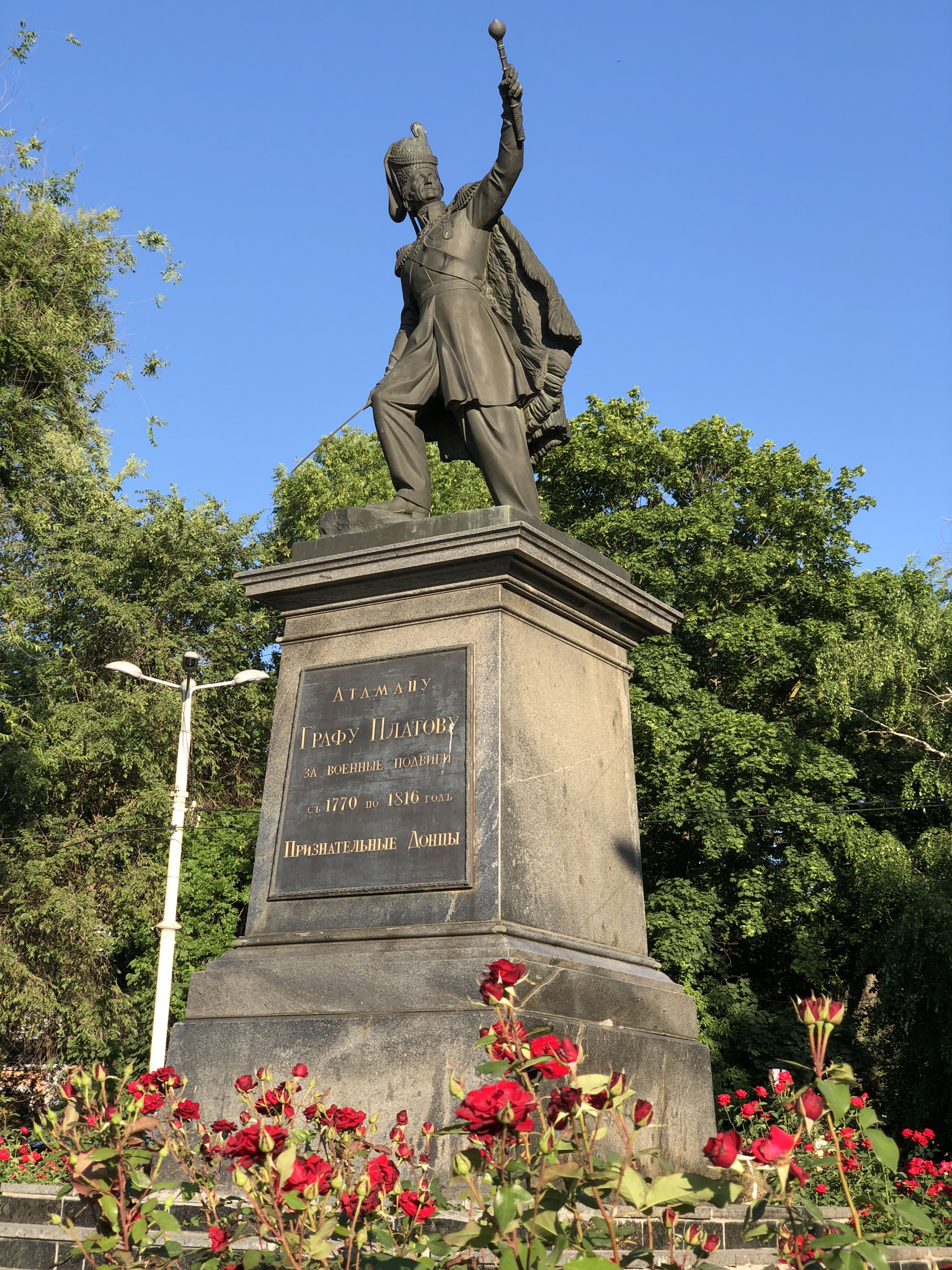
Platow-Denkmal, Nowotscherkassk

Auch war Iwanow an dem von Peter Clodt von Jürgensburg und Nikolai Tokarew geschaffenen Platow-Denkmal in Nowotscherkassk beteiligt. Iwanow schuf das Modell, Tokarew fertigte die Statue an, und Clodt führte den Guss durch. Das Denkmal wurde 1853 eingeweiht. Nach der Oktoberrevolution wurde das Denkmal 1923 demontiert, und die Statue wurde in das Museum der Geschichte der Donkosaken gebracht, während der Sockel für ein Lenin-Denkmal benutzt wurde. 1933 wurde die Platow-Statue eingeschmolzen. Nach der Genehmigung des Ministerrats der RSFSR 1988 für das Projekt des Bildhauers A. A. Sknarin zur Restaurierung des Platow-Denkmals in Nowotscherkassk schuf der Moskauer Bildhauer Alexander Tarassenko die neue Platow-Statue entsprechend deń alten Plänen und Abbildungen. Das wiederhergestellte Denkmal wurde 1993 eingeweiht.
Iwanow starb 1848  mitten in seiner Arbeit und wurde in St. Petersburg auf dem Smolensker Friedhof begraben.